# Baham Bar (ort, lat 37,46, long 49,24)
Baham Bar (persiska: بهم بر) är en ort i Iran.   Den ligger i provinsen Gilan, i den nordvästra delen av landet, 270 km nordväst om huvudstaden Teheran. Antalet invånare är 174.
Terrängen runt Baham Bar är platt, och sluttar österut. Runt Baham Bar är det tätbefolkat, med 493 invånare per kvadratkilometer. Närmaste större samhälle är Bandar-e Anzalī, 18,6 km öster om Baham Bar. I omgivningarna runt Baham Bar växer i huvudsak blandskog.